# Dolní Dvořiště
Dolní Dvořiště – miejscowość i gmina (obec) w Czechach, w kraju południowoczeskim, w powiecie Český Krumlov. W 2022 roku liczyła 1357 mieszkańców.